# Giovanni Baratta

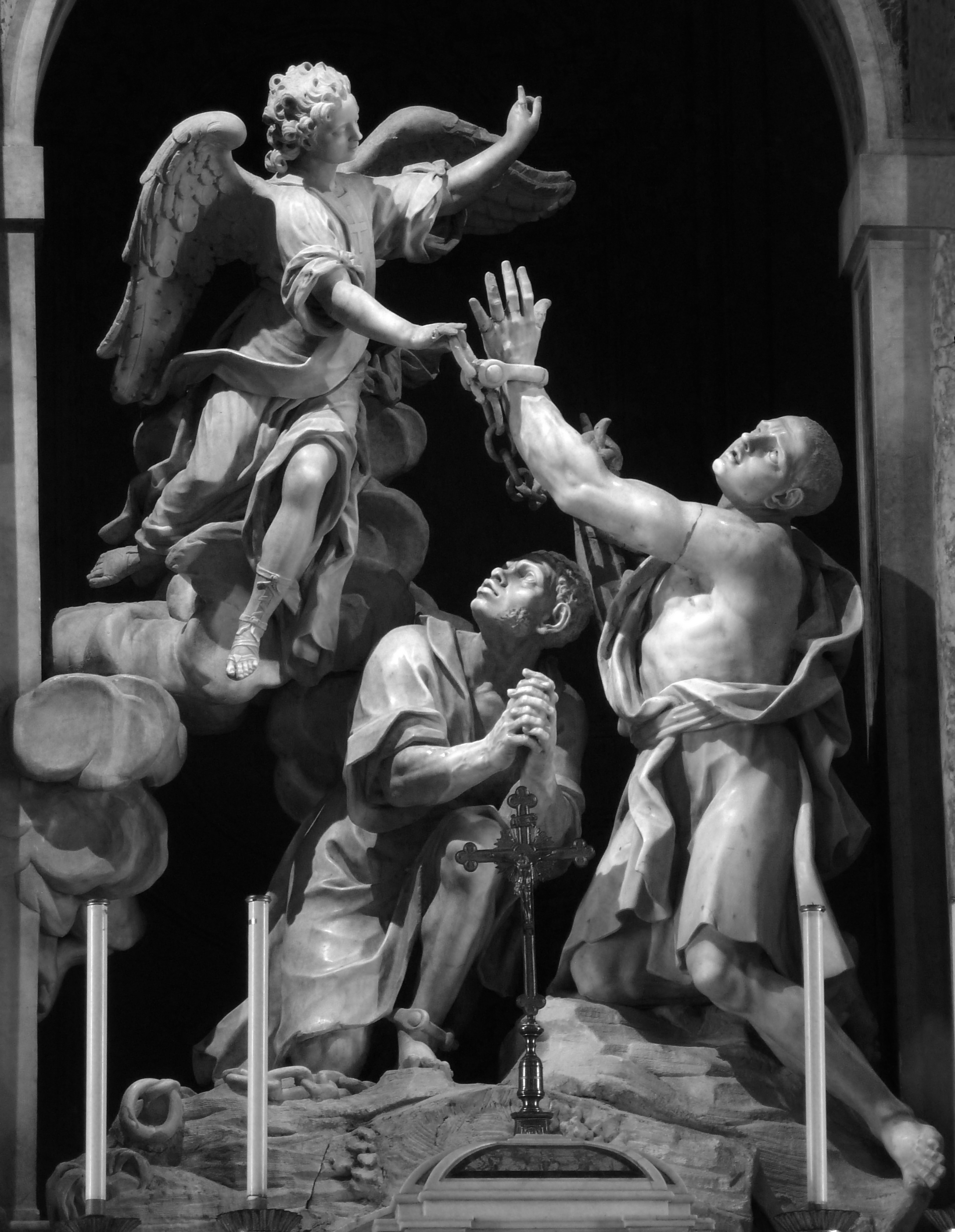
Ein Engel befreit zwei Sklaven aus dem Fegefeuer, Kirche San Frediano, Livorno

Giovanni Baratta (auch Giovanni Isidoro Baratta) (* 13. Mai 1670 in Carrara; † 21. Mai 1747 ebenda) war ein italienischer Bildhauer des Spätbarock.  

## Familie
Giovanni Baratta entstammte einer Bildhauerfamilie aus Carrara. Er war der Sohn von Isidoro Baratta und Neffe von Francesco Baratta dem Älteren (um 1595–1666) und Giovanni Maria Baratta (um 1627–1675). Seine Brüder Francesco Baratta der Jüngere (1663–1729) und Pietro Baratta (1668–1729) waren ebenfalls Bildhauer. Sein Neffe Giovanni Antonio Cybei (1706–1784) arbeitete für ihn als Assistent und übernahm nach dem Tod des Onkels dessen Atelier.

## Leben
Giovanni Baratta lernte die Bildhauerei zunächst in Florenz bei Giovanni Battista Foggini, dann vier Jahre in Rom bei Camillo Rusconi. Um 1697 kehrte er nach Florenz zurück, wo er sein erstes bezeugtes Werk schuf (Arcangelo Raffaele e Tobiolo, Marmorskulptur, 1698, in der Kirche Santo Spirito). Im ersten Jahrzehnt des 18. Jahrhunderts führte Baratta auch Aufträge in anderen Städten aus, darunter in Genua und Lucca. In Livorno schuf er zwischen 1709 und 1717 Altarskulpturen in der Kirche San Ferdinando. 
Baratta arbeitete für wichtige ausländischen Auftraggeber, darunter den dänischen König Friedrich IV. Dieser erwarb 1709 während eines Aufenthaltes in Florenz mehrere Marmorstatuen (Herkules und der Nemëische Löwe, Orpheus und Eurydike, heute in Kopenhagen, Schloss Rosenborg). 1710 bestellte John Churchill, 1. Duke of Marlborough auf Rat von Sir John Vanbrugh bei ihm zwei Statuen (La Gloria und Il Valore). 
Ab 1719 arbeitete Giovanni Baratta in Turin für den König Viktor Amadeus II. und schuf ab 1722 Skulpturen für die Kapelle Sant'Uberto in der Reggia von Venaria Reale bei Turin, darunter Die vier Kirchenväter (1728). 1725 wurde er zum offiziellen Hofbildhauer ernannt.
Baratta kehrte um 1725 in seine Geburtsstadt Carrara zurück, wo ihm 1731 Herzog Alderano I. von Cybo-Malaspina den Titel eines Grafen (Conte) verlieh. In seiner letzten Lebensphase führe er unter anderem Aufträge für den Palácio Nacional de Mafra (Portugal) und den Palacio Real La Granja (Spanien) aus.

## Werke (Auswahl)
- Florenz: 
  - Arcangelo Raffaele e Tobiolo, Kirche Santo Spirito (1698)
  - Brunnen im Palazzo Vivarelli Colonna
  - Statue des San Tommaso in der Kirche Santi Michele e Gaetano (1700)
- Livorno: 
  - Fassade der Kirche Santissima Annunziata (1708)
  - Drei Altäre in der Kirche San Frediano, darunter der Hauptaltar mit Marmorgruppe „Ein Engel befreit zwei Sklaven aus dem Fegefeuer“ (Angelo che libera due schiavi del purgatorio) (ca. 1710–1717).
  - Umbauplan für die Kirche des Santuario di Montenero (1721), zusammen mit Giovanni del Fantasia
  - Thoraschrein aus farbigem Marmor in der Alten Synagoge (um 1742)
- Montevarchi: Madonna in Gloria, Skulptur über dem Hauptaltar in der Collegiata di San Lorenzo
- Fosdinovo: Altar der Madonna del Santo Rosario, Kirche San Remigio
- Sarzana: Medaillons in der Kathedrale Santa Maria Assunta (um 1716)
- Lucca: Reliefaltar für die Kirche San Ponziano, später verlegt in die Basilica di San Frediano (Cappella Cenami) (1700–1724)
- Genua: Arbeiten am Portal der Kirche Basilica di Santa Maria Assunta e dei Santi Fabiano e Sebastiano (1722)
- Turin: 
  - Reliefs im Palazzo Madama
  - Statuen für die Fassade der Kirche Santa Teresa
  - Skulpturen für die Kapelle Sant'Uberto in der Reggia von Venaria Reale
- Herkules und der Nemëische Löwe, Orpheus and Eurydice, Kopenhagen, Schloss Rosenborg
- La Gloria (1715), Fitzwilliam-Museum, Cambridge

## Bilder

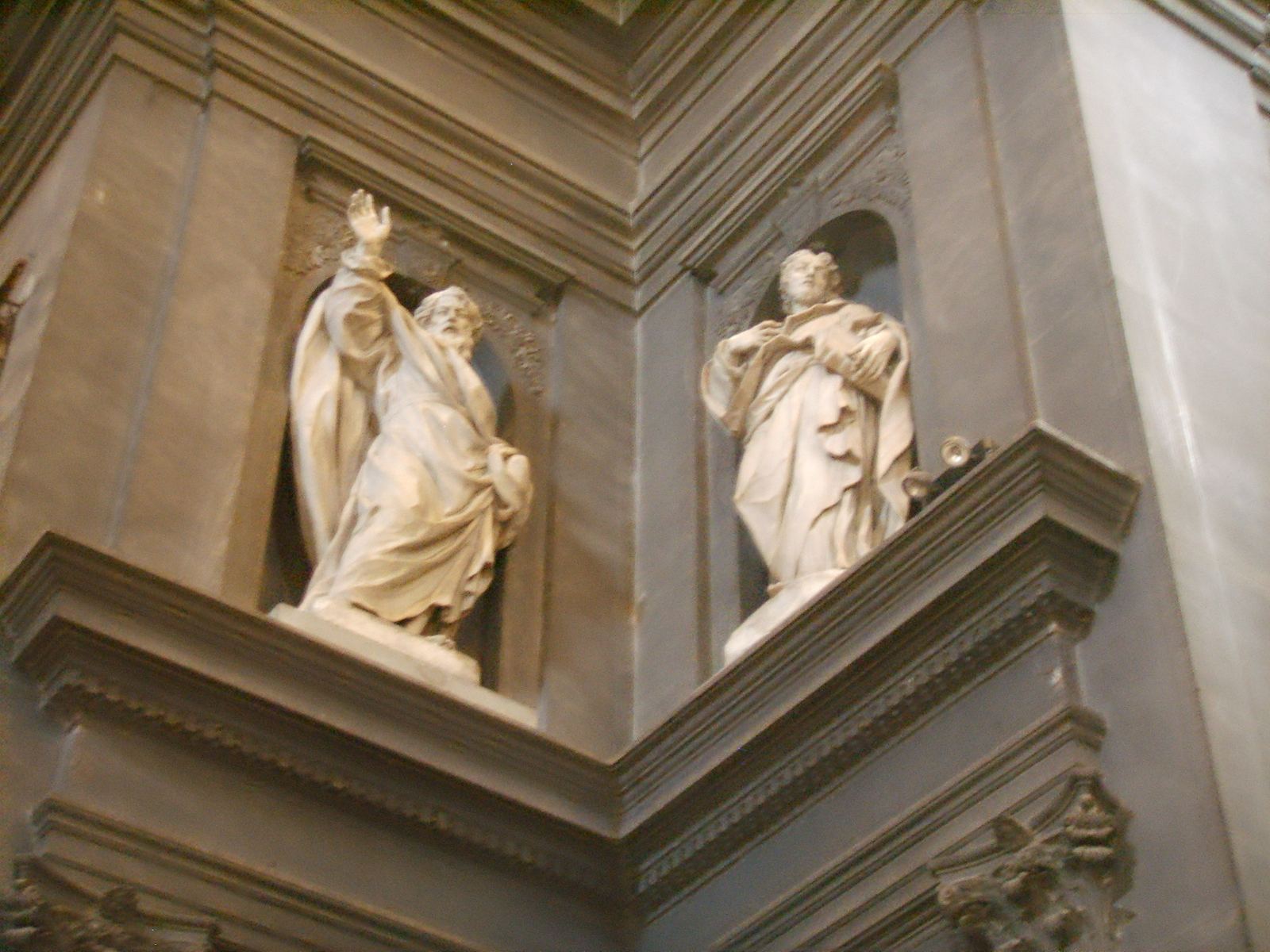
San Tommaso San Gaetano, Florenz (rechts)
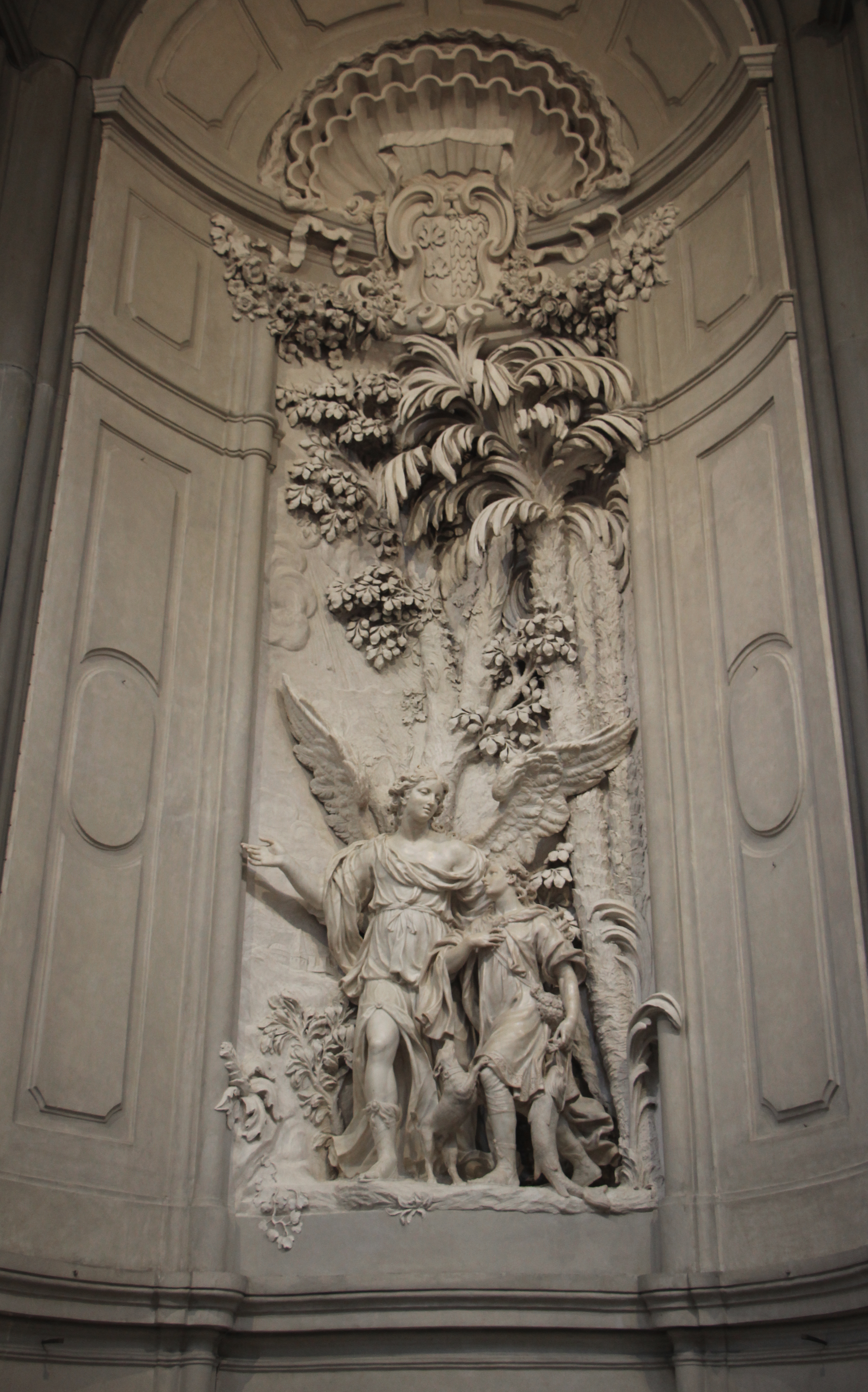
Arcangelo Raffaele e Tobiolo Santo Spirito, Florenz
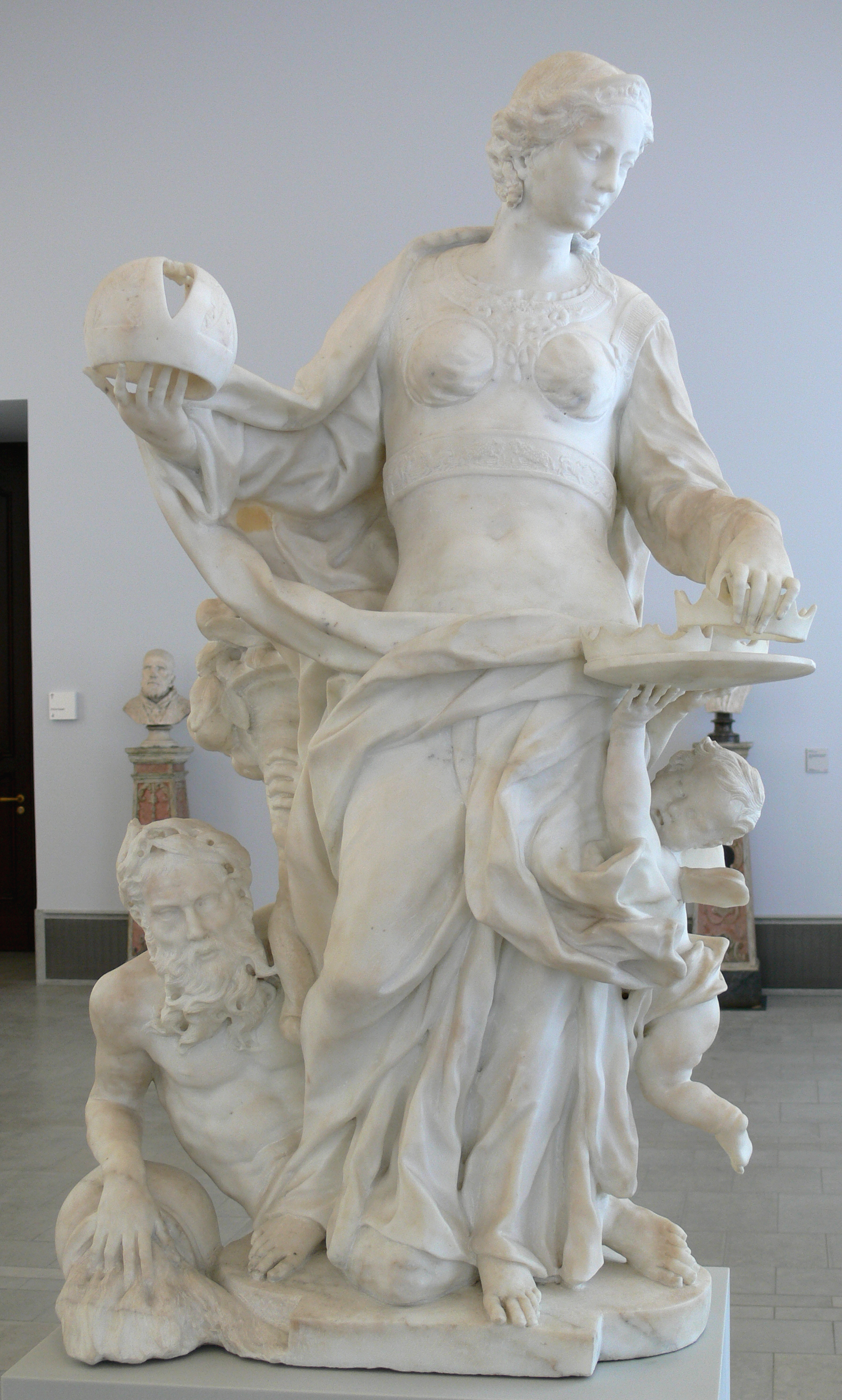
Allegorie der Lombardei Bode-Museum, Berlin
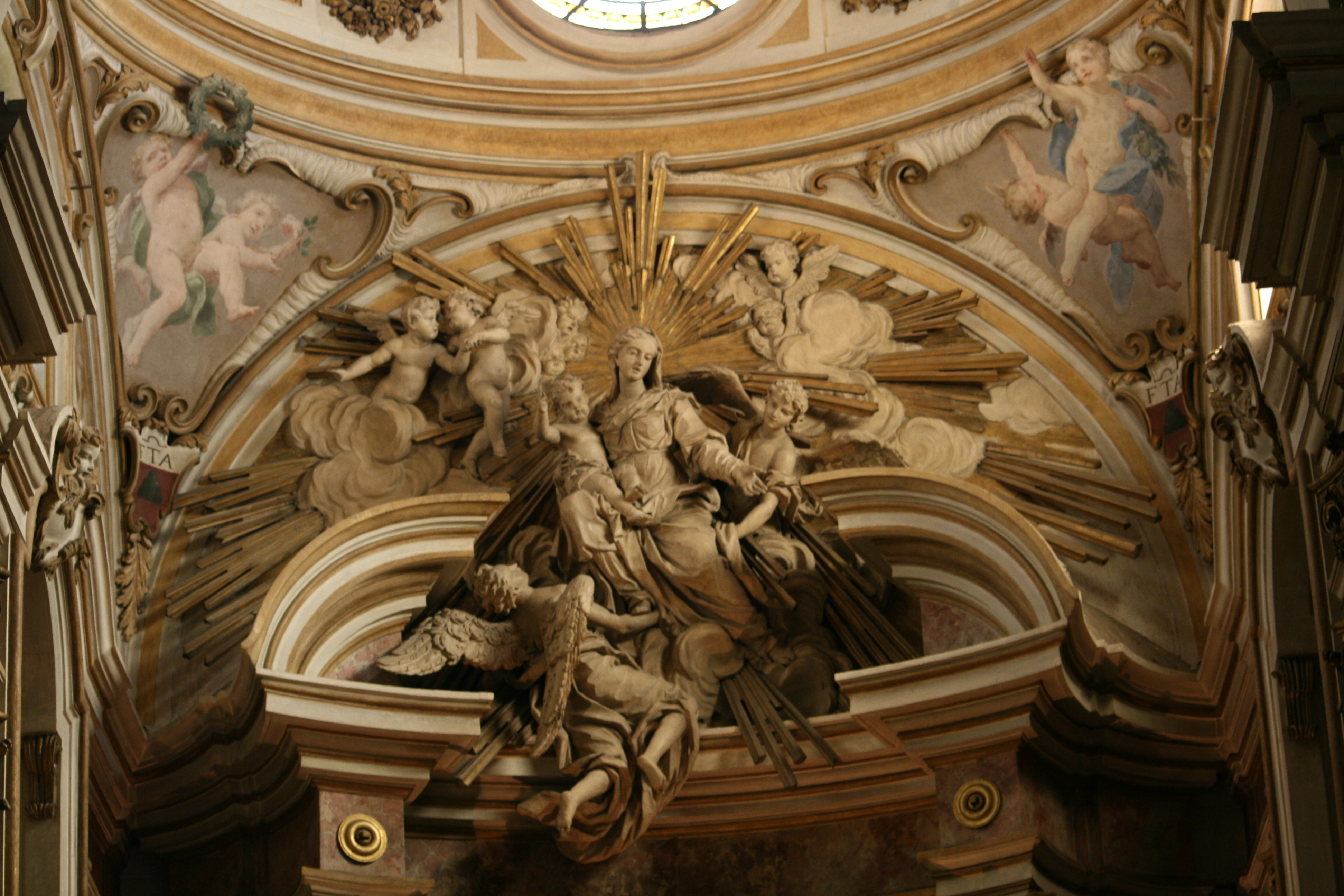
Altarskulptur, Collegiata di San Lorenzo, Montevarchi